# Dvärgängsfly
Dvärgängsfly, Photedes captiuncula, är en fjärilsart som beskrevs av Georg Friedrich Treitschke 1825. Dvärgängsfly ingår i släktet Photedes och familjen nattflyn. Enligt den svenska rödlistan är arten nära hotad i Sverige. Arten förekommer i Götaland, Gotland, Öland, Svealand och Nedre Norrland. Artens livsmiljö är jordbrukslandskap, våtmarker. Inga underarter finns listade i Catalogue of Life.